# Anthaxia breviformis
Anthaxia breviformis es una especie de escarabajo del género Anthaxia, familia Buprestidae. Fue descrita científicamente por Kalashian en 1988.